# فیلیپ جی. اپستاین
فیلیپ جی. اپستاین (انگلیسی: Philip G. Epstein؛ زاده ۲۲ اوت ۱۹۰۹ – درگذشته ۷ فوریهٔ ۱۹۵۲) یک فیلم‌نامه‌نویس اهل ایالات متحده آمریکا و برادر جولیوس جی. اپستاین بود.

## فیلم‌شناسی
- پسران مومیایی (۱۹۳۶)
- زنی با موهای شرابی بلوند (۱۹۴۱)
- احمق آمریکایی خوش‌تیپ (۱۹۴۲)
- کازابلانکا (۱۹۴۲)
- آقای اسکفینگتون (۱۹۴۴)
- آرسنیک و تور کهنه (۱۹۴۴)